# Darling (tidskrift)
Darling var ett fanzine som blev en tidskrift. Den startades 1996 som en nättidskrift. År 1997 började tidningen också komma ut i en pappersversion. År 2001 köptes Darling av Egmont-koncernen från Spray Network. Tidningens räckvidd var då 59 000 läsare. Darling lades ner 2002.

## Historik
Under det tidiga 1990-talet studerade Brita Zilg tidningsdesign på Berghs School of Communication. Som examensprojekt skapade hon en tidning som handlade om sådant som hon själv var intresserad av, vilket kom att bli ett utkast till Darling, i pappersformat. När hon sedan fick anställning på webbyrån Spray föddes idén om att skapa en tidning på internet, vilket vid denna period fortfarande var ovanligt. Tillsammans med Marie Birde, som kom att bli Darlings chefredaktör, startades tidningen som ett fritidsprojekt och det första numret kom ut på nätet i december 1996. Till webbadressen valdes drrling.se, som en blinkning till riot grrrl-rörelsen. Darling var den första tidningen i sitt slag, blev en framgång och hyllades bland annat i Dagens Nyheter för sitt feministiska budskap. När Spray, som stod för serverutrymmet, bestämde sig för att bygga ett mediehus och starta ett eget tidningsförlag, blev Darling en del av satsningen och redaktionen kunde arbeta med webbtidningen som avlönade. I samband med detta började tidningen även ges ut i pappersformat, men med olika innehåll på nätet och i pappersversionen. År 1998 kom papperstidningen ut varannan månad med en upplaga på 26 000 medan www.drrling.se var en månadstidning med 45 000 unika besök i månaden. I svallvågorna av IT-kraschen, i vilken Spray drogs med, köpte Egmont tidningen år 2001, men lade ner den året därpå.
Tidningen hade ett feministiskt perspektiv och presenterades som ett alternativ till klassiska tidningar för unga tjejer. Enligt chefredaktören Marie Birde byggde konceptet på idén att "människor vill läsa om intressanta saker och lära sig om nya grejer, och inte bara mala på om kroppshets och normbyggande klyschor". Genomslaget i annan media var stort. Tidskriften uppmärksammades bland annat i riksmedia för sin Analsex – nej tack-kampanj. Enligt journalisten Linda Skugge kan Darling sägas vara orsaken till att den uppmärksammade antologin Fittstim kom till. Brita Zilg, som var tidningens grundare och grafiska formgivare, har berättat att Spray aldrig hade synpunkter på Darlings innehåll. Inte heller tror hon att tidningen, eller någon av Sprays tidningar, gick med vinst utan tidsandan var att det fanns obegränsade möjligheter och att IT-företagen ville fylla sina portaler med innehåll och därigenom hitta läsare.
Bland Darlings medarbetare fanns bland andra journalisten Stina Blomgren, popartisten och skribenten Marit Bergman, journalisten Svante Tidholm samt författaren och journalisten Elin Unnes.